# Tarifflön
Tarifflön är en beskrivning av en lönestege där de anställdas löner ska öka exempelvis utifrån: anställningstid, ålder och utbildning. Tarifflön var tidigare vanligt inom offentlig sektor. Tarifflöner förekommer fortfarande, bland annat inom transportbranschen, inklusive flyg och sjöfart.

## Tarifflön och kön
En studie av tarifflön inom transportsektorn visar att skillnaden mellan kvinnors och mäns löner inom det området är mindre jämfört med genomsnittet på arbetsmarknaden i Sverige.